# Birgit Aertgeerts
Birgit Aertgeerts (2000) is een Belgische scenariste, actrice en presentatrice.

## Carrière
Aertgeerts studeerde audiovisuele kunsten aan het RITCS in Brussel, met een specialisatie in scenarioschrijven. Aertgeerts begon in 2021 als online redactrice bij het satirische televisieprogramma De Ideale Wereld. Sindsdien acteert ze in dit programma ook regelmatig in sketches en vertolkt ze enkele terugkerende typetjes, waaronder 'Prinses Prikkelbaar' en de rebelse puber Milou. Sinds 2025 is ze een van de side-kicks van de presentatrice Ella Leyers.
In 2024 was Aertgeerts een van de sidekicks in de uitzendingen van het Europees Kampioenschap van het voetbalprogramma MIDMID Meister op de Belgische zender Play Sports.
Ze schreef samen met Lennert Madou het scenario van de film UPPER, die in 2024 werd geselecteerd voor het Sundance Film Festival en in 2025 een Ensor voor de beste kortfilm won.